# Пятьдесят девять икосаэдров

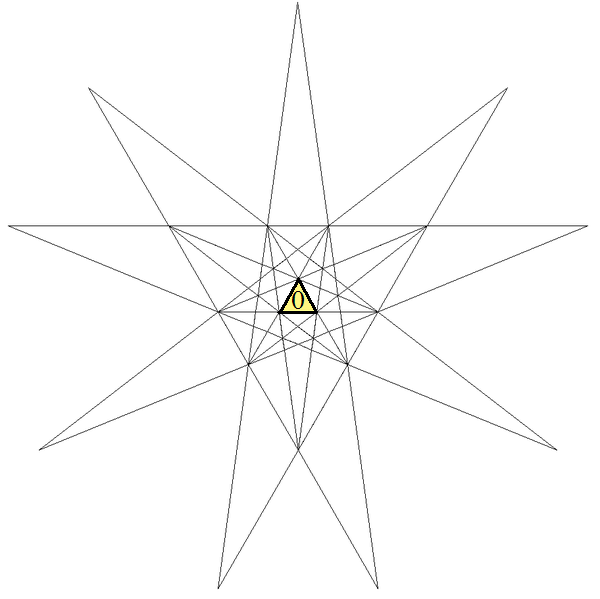
для икосаэдра с центральным треугольником, помеченным для исходного икосаэдра

Пятьдесят девять икосаэдров (англ. The Fifty-Nine Icosahedra) — это книга, написанная и проиллюстрированная Гарольдом Коксетером, Патриком дю Валем, Х. Т. Флазером и Дж. Ф. Петри. В книге перечислены некоторые звёздные формы правильных выпуклых (платоновых) икосаэдров, построенных согласно набору правил, предложенных Дж. Ч. П. Миллером.
Книга опубликована издательством университета Торонто в 1938 году. Второе издание выпустило издательство Springer-Verlag в 1982 году. Кейт и Дэвид Креннелы (Crennell) полностью переписали текст и перерисовали вкладки и диаграммы для третьего издания (издательство Tarquin) в 1999 году и добавили новый ссылочный материал и фотографии.

## Вклады авторов

### Правила Миллера
Хотя Дж. Ч. П. Миллер не занимался непосредственно написанием книги, он был близким коллегой Коксетера и Петри. Его вклад увековечен в его наборе правил для определения, какие звёздчатые формы могут считаться «существенными и различными»:
1. Грани должны лежать на двадцати плоскостях, то есть, на ограничивающих плоскостях правильного икосаэдра.
2. Все части, составляющие грани, должны быть теми же самыми в каждой плоскости, даже если они полностью разъединены.
3. Части, принадлежащие любой (одной) плоскости должны иметь тригональную симметрию с отражением или без. Это обеспечивает икосаэдральную симметрию для всего тела.
4. Части, принадлежащие любой плоскости должны быть все «доступны» в результирующем теле (то есть они должны быть «внешними». В некоторых случаях мы должны построить модели огромных размеров, чтобы увидеть все части. Для моделей обычного размера некоторые части, хоть они и «внешние», их могут обнаружить только ползающие насекомые).
5. Исключаются из рассмотрения случаи, когда части можно разделить на два множества, которые по отдельности дают тело с большей симметрией, чем сама фигура. Но мы позволяем соединение энантиоморфной пары, не имеющей общих частей (фактически, это происходит только в одном случае).

Первые три правила соответствуют требованиям симметрии для плоскостей граней. Правило 4 исключает внутренние полости, обеспечивая, чтобы никакие две звёздчатые формы не выглядели идентично. Правило 5 исключает любые несвязные компоненты более простых форм.

### Коксетер
Коксетер был основной движущей силой работы. Он провёл анализ, основываясь на правилах Миллера, привлекая ряд техник, таких как комбинаторика и абстрактная теория графов, применение которых в геометрии в те времена было в новинку.
Он заметил, что диаграмма звезды содержит много отрезков. Затем он разработал процедуру работы с комбинациями смежных плоских областей для формального перечисления комбинаций, попадающих под правила Миллера.
Граф, представленный здесь, показывает связность различных граней, представленных в диаграмме звезды (смотрите ниже). Греческие буквы определяют набор возможных вариантов:
λ может быть 3 или 4
μ может быть 7 или 8
ν может быть 11 или 12

### Дю Валь
Дю Валь продумал символические обозначения для наборов конгруэтных ячеек, основываясь на наблюдении, что они лежат на «оболочке» вокруг исходного икосаэдра. Основываясь на этом, он проверил все возможные комбинации на правила Миллера, подтверждая результаты более аналитического подхода Коксетера.

### Флазер
Вклад Флазера не был прямым — он сделал картонные модели всех 59 многогранников. До встречи с Коксетером он уже сделал много звёздчатых форм, включая некоторые многогранники, не попадающие под правила Миллера. Он продолжил работу по созданию полной серии, которая хранится в математической библиотеке Кембриджского университера (Англия). В библиотеке хранятся также несколько немиллеровских моделей, но неизвестно, были ли они сделаны позже студентами Флазера или Миллера.

### Петри
Джон Флиндерс Петри — давний друг Коксетера, имел замечательную способность представлять фигуры в четырёхмерном пространстве. Он и Коксетер работали вместе над многими математическими проблемами. Его прямой вклад в книгу заключается во множестве совершенных трёхмерных рисунков, которые обеспечили очарование книги.

### Креннелы
Для третьего издания Кейт и Дэвид Креннелы полностью переработали текст и перерисовали иллюстрации и вкладки. Они также добавили ссылочную секцию, содержащую таблицы, диаграммы и фотографии некоторых моделей из Кембриджа (считавшиеся в то время все сделанными Флазером). Индекс включал все 59 многогранников, пронумерованных последовательно в порядке появления в книге. Несколько ошибок вкралось в процессе редактирования. PDF Файл с исправленными страницами доступен онлайн.

## Список пятидесяти девяти икосаэдров

Диаграмма звезды с нумерацией ячеек

Диаграмма ячеек с обозначениями Дю Валя

До Коксетера только Брюкнер и Вилер описали некоторые существенные наборы звёздчатых форм, хотя некоторые, такие как большой икосаэдр, известны и ранее. После публикации книги о 59 икосаэдрах Веннинджер опубликовал инструкции по сборке некоторых моделей из этой серии. Схема нумерации, принятая в его книге, стала широко использоваться, хотя он привёл лишь несколько звёздных форм.

### Замечания
Нумерация принадлежит Креннелам, если не указано другое.
Креннелы
- В нумерации, которую добавили в третье издание Креннелы, первые 32 модели (номера 1-32) зеркально симметричны, а последние 27 (номера 33-59) являются хиральными, и только правая форма приведена в книге. Нумерация соответствует порядку, в котором многогранники появляются в книге.

VRML
- Ссылка на графические файлы в формате VRML 3D, сделанные Хартом[англ.].

Ячейки
- Если соединить любую точку пространства отрезком с центром икосаэдра и посчитать число пересечений отрезка с плоскостями граней икосаэдра, получится уровень точки (не считая плоскость, на которой может оказаться сама точка). Все точки с уровнем, не превосходящим некоторое значение, образуют некоторый многогранник. Для правильного икосаэдра возможны 8 таких многогранников, которые обозначаются заглавными буквами A, B, C, …, H, где A — исходный икосаэдр (уровень 0). Существуют точки с уровнями 8 и выше, но соответствующие лучи уходят в бесконечность и такие точки не рассматриваются.
- Точки одного уровня образуют оболочку. В записи Дю Валя оболочки нумеруются теми же буквами что и многогранники, но прописными. Оболочки состоят из ячеек.
- Некоторые ячейки разделяются на два типа, им даются индексы. Например, в группу e входят ячейки e1 и e2. Множество f1 подразделяется далее на правую и левую формы, которые обозначаются f1 (обычная буква) и f1 (наклонная). Там, где все уровни представлены, они заменяются большой буквой, заменяя всю последовательность, например, a + b + c + e1 записывается как Ce1.

Грани
- Все звёздчатые формы можно определить диаграммой звезды[англ.]. На приведённой диаграмме окрашенные пронумерованные области показывают части, которые должны появляться вместе как единое целое, если добиваться полной икосаэдральной симметрии. Диаграмма содержит 13 таких наборов. Некоторые из них подразделяются на хиральные пары (не показано), что даёт звёздчатые формы с вращательной симметрией, но не зеркальной. В таблице грани, которые видны снизу, указаны апострофом, например, 3'.

Веннинджер
- Номера и нумерованные названия соответствуют порядку появления в книге М. Веннинджера Модели многогранников. Порядок, в общем-то, случаен (произвольно выбран редакторами книги) и не несёт никакого математического смысла. Только несколько моделей в книге Веннинджера являются икосаэдрами. Их имена даны в укороченном виде, слова «… икосаэдра» опущены (так, вместо «Вторая звёздчатая форма икосаэдра» в таблице стоит «Вторая звёздчатая форма»).

Вилер
- Вилер нашёл свои фигуры путём выбора отрезков из диаграммы звезды. Он тщательно дистанцировал этот процесс от классического приведения к звёздчатой форме Кеплера. Коксетер с соавторами игнорировал эти различия.

Брюкнер
- Брюкнер сделал и сфотографировал модели многих многогранников, только некоторые из которых были икосаэдрами.

Примечания
- № 8 называют Ехиднаэдром из-за внешнего сходства с покрытой иголками ехидной. Это название не связано описанием Кеплером тел Кеплера — Пуансо как echidnae.

### Таблица пятидесяти девяти икосаэдров
| Crennell | VRML | Cells     | Грани               | Веннинджер                        | Вилер          | Брюкнер             | Примечания                                                                           | Грань | 3D |
| -------- | ---- | --------- | ------------------- | --------------------------------- | -------------- | ------------------- | ------------------------------------------------------------------------------------ | ----- | -- |
| 1        |      | A         | 0                   | 4 Икосаэдр                        | 1              | 9999 !              | Платоново тело икосаэдр                                                              |       |    |
| 2        |      | B         | 1                   | 26 Первая звёздчатая форма        | 2              | Табл. VIII, рис. 2  | Первая звёздчатая форма икосаэдра, малый триамбический икосаэдр, или Триакисикосаэдр |       |    |
| 3        |      | C         | 2                   | 23 Соединение пяти октаэдров      | 3              | Табл. IX, рис. 6    | Правильное соединение пяти октаэдров                                                 |       |    |
| 4        |      | D         | 3 4                 | 99                                | 4              | Табл. IX, рис.17    |                                                                                      |       |    |
| 5        |      | E         | 5 6 7               | 99                                | 99             | 9999 !              |                                                                                      |       |    |
| 6        |      | F         | 8 9 10              | 27 Вторая звёздчатая форма        | 19             | 9999 !              |                                                                                      |       |    |
| 7        |      | G         | 11 12               | 41 Большой икосаэдр               | 11             | Табл. XI, рис. 24   | Большой икосаэдр                                                                     |       |    |
| 8        |      | H         | 13                  | 42 Завершающая звёздчатая форма   | 12             | Табл. XI, рис. 14   | Ехиднаэдр                                                                            |       |    |
| 9        |      | e1        | 3' 5                | 37 Двенадцатая звёздчатая форма   | 99             | 9999 !              |                                                                                      |       |    |
| 10       |      | f1        | 5' 6' 9 10          | 99                                | 99             | 9999 !              |                                                                                      |       |    |
| 11       |      | g1        | 10' 12              | 29 Четвёртая звёздчатая форма     | 21             | 9999 !              |                                                                                      |       |    |
| 12       |      | e1f1      | 3' 6' 9 10          | 99                                | 99             | 9999 !              |                                                                                      |       |    |
| 13       |      | e1f1g1    | 3' 6' 9 12          | 99                                | 20             | 9999 !              |                                                                                      |       |    |
| 14       |      | f1g1      | 5' 6' 9 12          | 99                                | 99             | 9999 !              |                                                                                      |       |    |
| 15       |      | e2        | 4' 6 7              | 99                                | 99             | 9999 !              |                                                                                      |       |    |
| 16       |      | f2        | 7' 8                | 99                                | 22             | 9999 !              |                                                                                      |       |    |
| 17       |      | g2        | 8' 9' 11            | 99                                | 99             | 9999 !              |                                                                                      |       |    |
| 18       |      | e2f2      | 4' 6 8              | 99                                | 99             | 9999 !              |                                                                                      |       |    |
| 19       |      | e2f2g2    | 4' 6 9' 11          | 99                                | 99             | 9999 !              |                                                                                      |       |    |
| 20       |      | f2g2      | 7' 9' 11            | 30 Пятая звёздчатая форма         | 99             | 9999 !              |                                                                                      |       |    |
| 21       |      | De1       | 4 5                 | 32 Седьмая звёздчатая форма       | 10             | 9999 !              |                                                                                      |       |    |
| 22       |      | Ef1       | 7 9 10              | 25 Соединение десяти тетраэдров   | 8              | Табл. IX, рис. 3    | Правильное соединение десяти тетраэдров                                              |       |    |
| 23       |      | Fg1       | 8 9 12              | 31 Шестая звёздчатая форма        | 17             | Табл. X, рис. 3     |                                                                                      |       |    |
| 24       |      | De1f1     | 4 6' 9 10           | 99                                | 99             | 9999 !              |                                                                                      |       |    |
| 25       |      | De1f1g1   | 4 6' 9 12           | 99                                | 99             | 9999 !              |                                                                                      |       |    |
| 26       |      | Ef1g1     | 7 9 12              | 28 Третья звёздчатая форма        | 9              | Табл. VIII, рис. 26 | Выемчатый додекаэдр                                                                  |       |    |
| 27       |      | De2       | 3 6 7               | 99                                | 5              | 9999 !              |                                                                                      |       |    |
| 28       |      | Ef2       | 5 6 8               | 99                                | 18             | Табл. IX, рис. 20   |                                                                                      |       |    |
| 29       |      | Fg2       | 10 11               | 33 Восьмая звёздчатая форма       | 14             | 9999 !              |                                                                                      |       |    |
| 30       |      | De2f2     | 3 6 8               | 34 Девятая звёздчатая форма       | 13             | 9999 !              | Средний триамбикикосаэдр или Большой триамбикикосаэдр                                |       |    |
| 31       |      | De2f2g2   | 3 6 9' 11           | 99                                | 99             | 9999 !              |                                                                                      |       |    |
| 32       |      | Ef2g2     | 5 6 9' 11           | 99                                | 99             | 9999 !              |                                                                                      |       |    |
| 33       |      | f1        | 5' 6' 9 10          | 35 Десятая звёздчатая форма       | 99             | 9999 !              |                                                                                      |       |    |
| 34       |      | e1f1      | 3' 5 6' 9 10        | 36 Одиннадцатая звёздчатая форма  | 99             | 9999 !              |                                                                                      |       |    |
| 35       |      | De1f1     | 4 5 6' 9 10         | 99                                | 99             | 9999 !              |                                                                                      |       |    |
| 36       |      | f1g1      | 5' 6' 9 10' 12      | 99                                | 99             | 9999 !              |                                                                                      |       |    |
| 37       |      | e1f1g1    | 3' 5 6' 9 10' 12    | 39 Четырнадцатая звёздчатая форма | 99             | 9999 !              |                                                                                      |       |    |
| 38       |      | De1f1g1   | 4 5 6' 9' 10' 12    | 99                                | 99             | 9999 !              |                                                                                      |       |    |
| 39       |      | f1g2      | 5' 6' 8' 9' 10 11   | 99                                | 99             | 9999 !              |                                                                                      |       |    |
| 40       |      | e1f1g2    | 3' 5 6' 8' 9' 10 11 | 99                                | 99             | 9999 !              |                                                                                      |       |    |
| 41       |      | De1f1g2   | 4 5 6' 8' 9' 10 11  | 99                                | 99             | 9999 !              |                                                                                      |       |    |
| 42       |      | f1f2g2    | 5' 6' 7' 9' 10 11   | 99                                | 99             | 9999 !              |                                                                                      |       |    |
| 43       |      | e1f1f2g2  | 3' 5 6' 7' 9' 10 11 | 99                                | 99             | 9999 !              |                                                                                      |       |    |
| 44       |      | De1f1f2g2 | 4 5 6' 7' 9' 10 11  | 99                                | 99             | 9999 !              |                                                                                      |       |    |
| 45       |      | e2f1      | 4' 5' 6 7 9 10      | 40 Пятнадцатая звёздчатая форма   | 99             | 9999 !              |                                                                                      |       |    |
| 46       |      | De2f1     | 3 5' 6 7 9 10       | 99                                | 99             | 9999 !              |                                                                                      |       |    |
| 47       |      | Ef1       | 5 6 7 9 10          | 24 Соединение пяти тетраэдров     | 7 (6: левый)   | Табл. IX, рис. 11   | Правильное соединение пяти тетраэдров (правый)                                       |       |    |
| 48       |      | e2f1g1    | 4' 5' 6 7 9 10' 12  | 99                                | 99             | 9999 !              |                                                                                      |       |    |
| 49       |      | De2f1g1   | 3 5' 6 7 9 10' 12   | 99                                | 99             | 9999 !              |                                                                                      |       |    |
| 50       |      | Ef1g1     | 5 6 7 9 10' 12      | 99                                | 99             | 9999 !              |                                                                                      |       |    |
| 51       |      | e2f1f2    | 4' 5' 6 8 9 10      | 38 Тринадцатая звёздчатая форма   | 99             | 9999 !              |                                                                                      |       |    |
| 52       |      | De2f1f2   | 3 5' 6 8 9 10       | 99                                | 99             | 9999 !              |                                                                                      |       |    |
| 53       |      | Ef1f2     | 5 6 8 9 10          | 99                                | 15 (16: левый) | 9999 !              |                                                                                      |       |    |
| 54       |      | e2f1f2g1  | 4' 5' 6 8 9 10' 12  | 99                                | 99             | 9999 !              |                                                                                      |       |    |
| 55       |      | De2f1f2g1 | 3 5' 6 8 9 10' 12   | 99                                | 99             | 9999 !              |                                                                                      |       |    |
| 56       |      | Ef1f2g1   | 5 6 8 9 10' 12      | 99                                | 99             | 9999 !              |                                                                                      |       |    |
| 57       |      | e2f1f2g2  | 4' 5' 6 9' 10 11    | 99                                | 99             | 9999 !              |                                                                                      |       |    |
| 58       |      | De2f1f2g2 | 3 5' 6 9' 10 11     | 99                                | 99             | 9999 !              |                                                                                      |       |    |
| 59       |      | Ef1f2g2   | 5 6 9' 10 11        | 99                                | 99             | 9999 !              |                                                                                      |       |    |